# Asociación de Universidades de la Cuenca del Pacífico
La Asociación de Universidades de la Cuenca del Pacífico (Association of Pacific Rim Universities, APRU) es un consorcio de 61 universidades de investigación en 17 economías de la cuenca del Pacífico. Fundada en 1997, fomenta la colaboración entre sus universidades miembros, investigadores y formuladores de políticas, con el objetivo de impulsar el desarrollo económico, científico y cultural en la cuenca del Pacífico. Su secretaría internacional está ubicada en Cyberport, Hong Kong.

## Miembros de la APRU
| Países         | Universidades asociadas |
|                | |

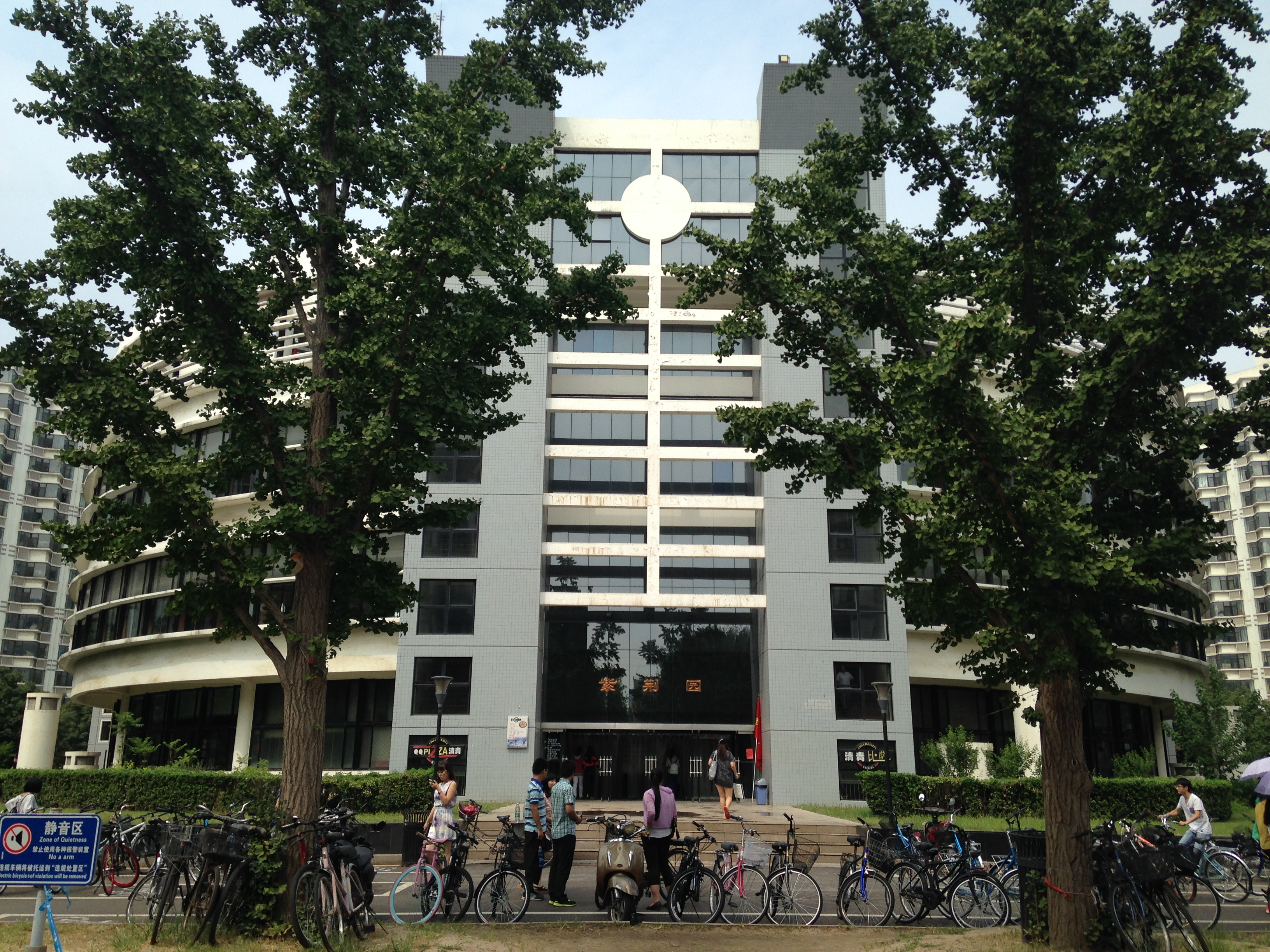
Universidad Tsinghua

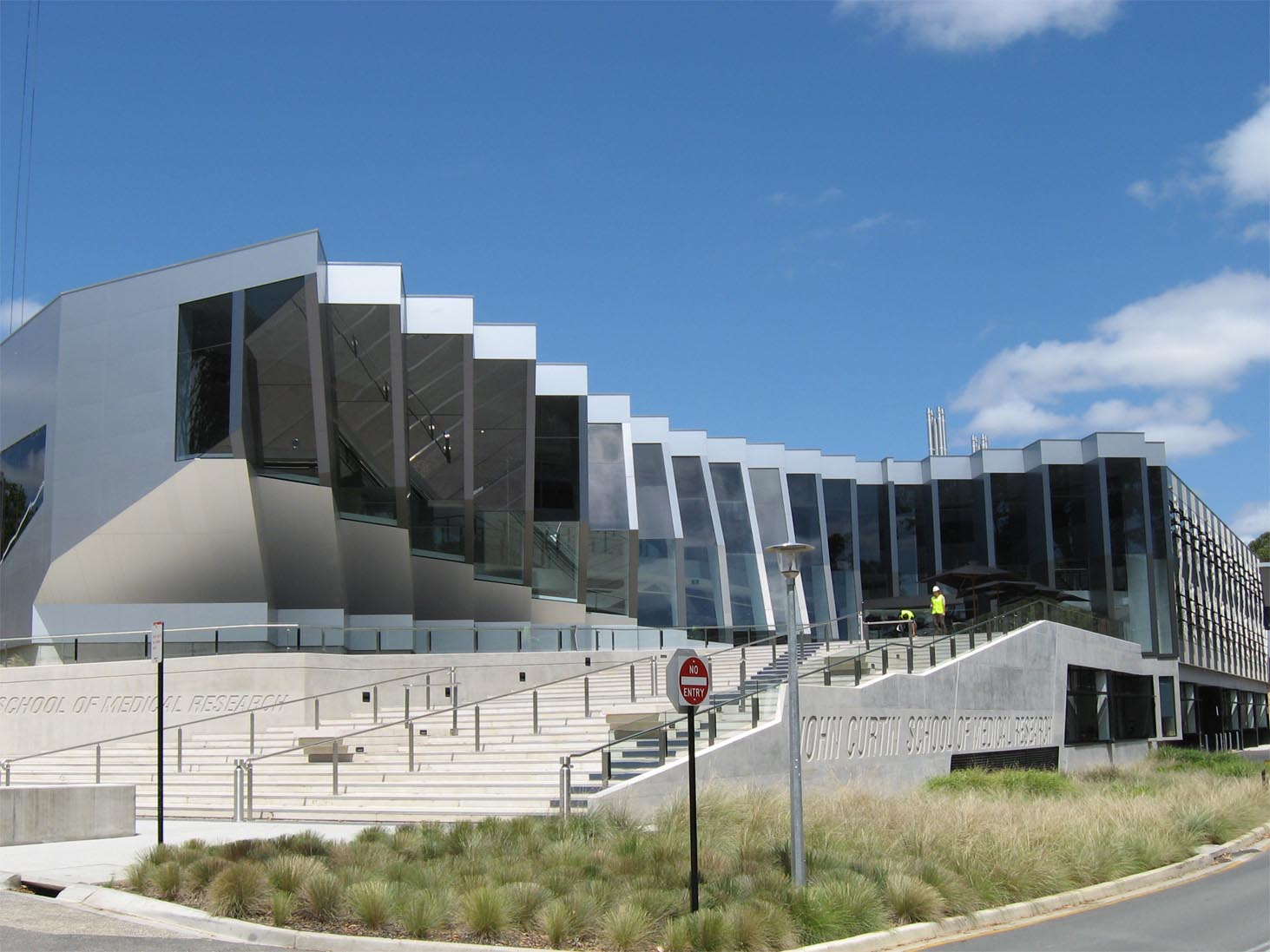
Universidad Nacional de Australia

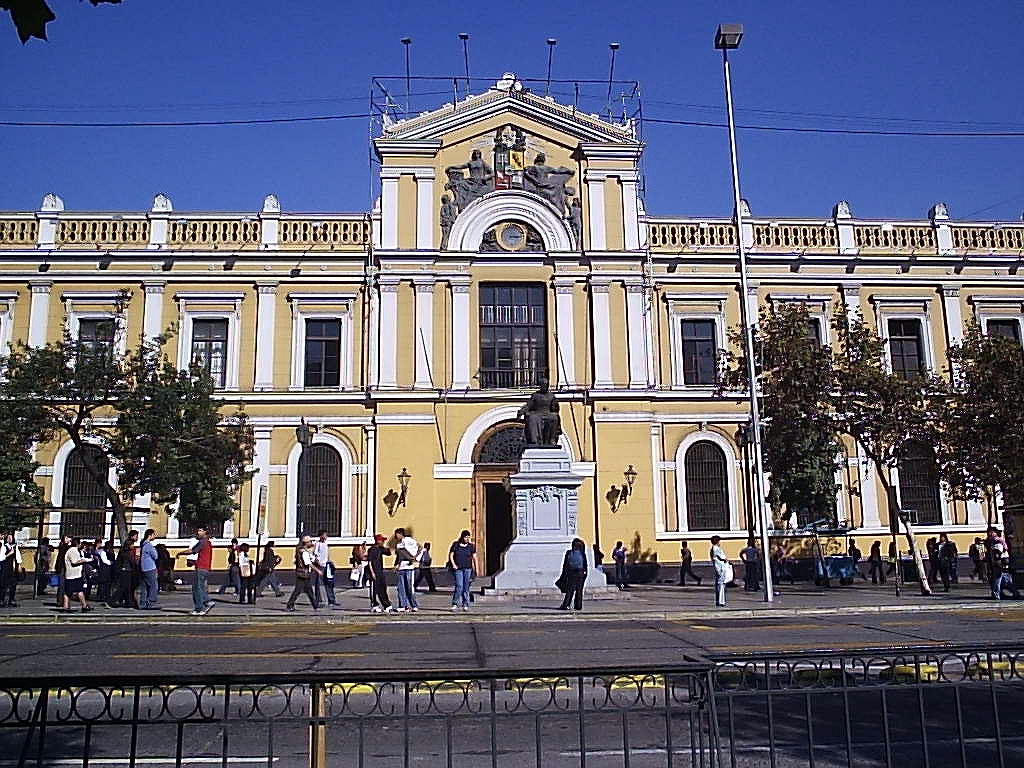
Universidad de Chile

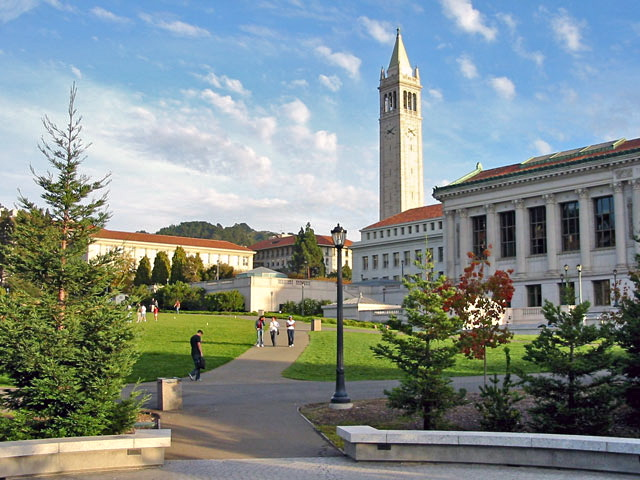
Universidad de California en Berkeley

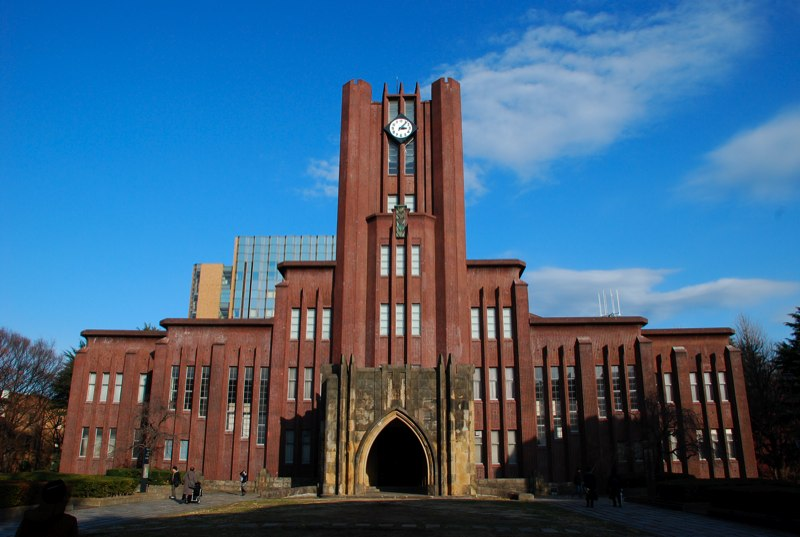
Universidad de Tokio

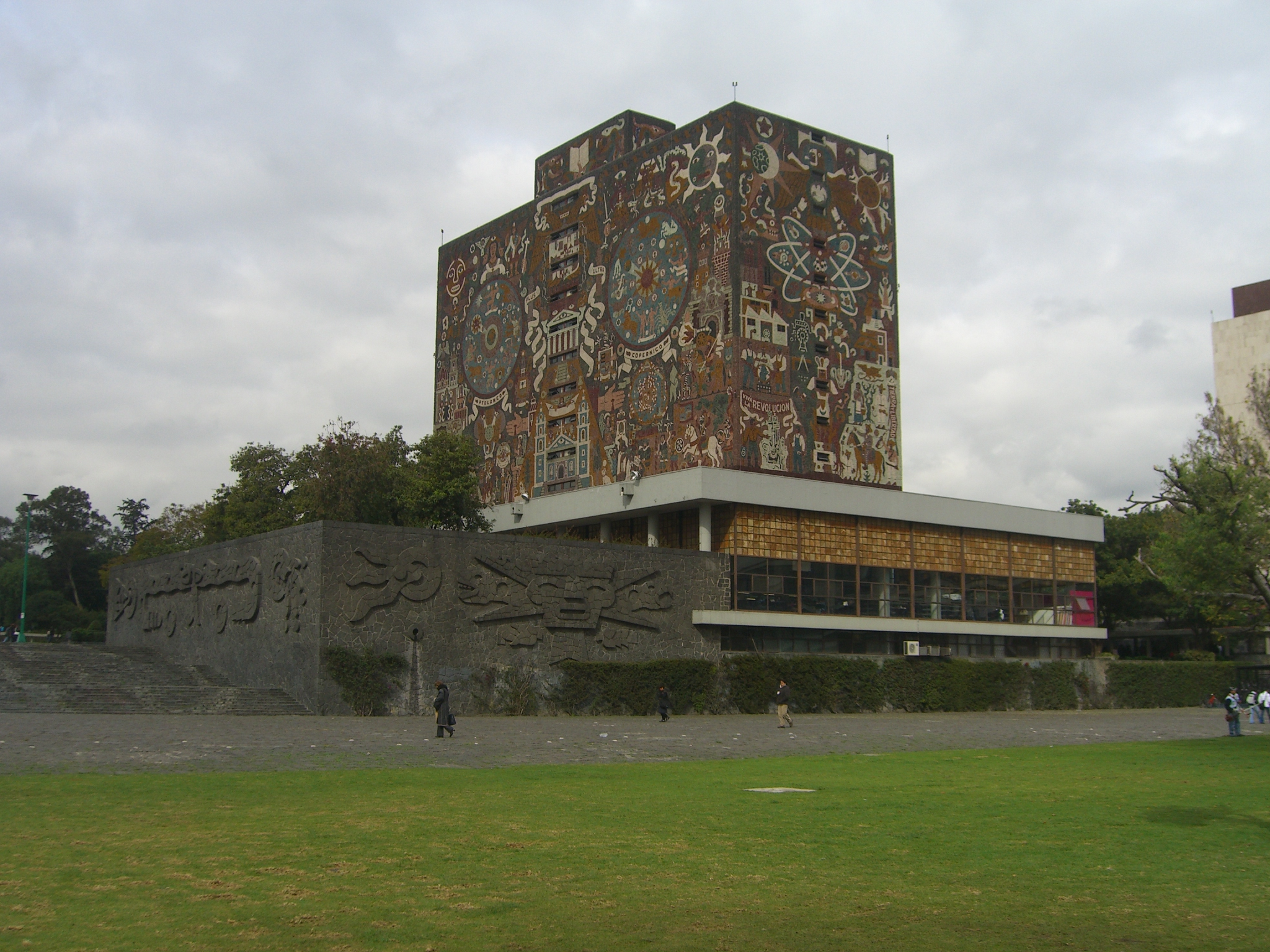
Universidad Nacional Autónoma de México

| Australia      | - Universidad de Queensland - Universidad de Melbourne - Universidad de Sídney - Universidad Nacional de Australia - Universidad de Monash - Universidad de Nueva Gales del Sur |
| Canadá         | - Universidad de la Columbia Británica |
| Chile          | - Universidad de Chile |
| China          | - Universidad Fudan - Universidad de Hong Kong - Universidad de Nankín - Universidad de Pekín - Universidad Tsinghua - Universidad de Ciencia y Tecnología de China - Universidad de Ciencia y Tecnología de Hong Kong - Universidad de Zhejiang |
| Corea del Sur  | - Universidad de Corea - Universidad Nacional de Seúl |
| Estados Unidos | - Instituto de Tecnología de California - Universidad de California en Berkeley - Universidad de California en Davis - Universidad de California en Irvine - Universidad de California en Los Ángeles - Universidad de California en San Diego - Universidad de California en Santa Bárbara - Universidad Stanford - Universidad del Sur de California - Universidad de Oregón - Universidad de Washington |
| Filipinas      | - Universidad de Filipinas |
| Indonesia      | - Universidad de Indonesia |
| Japón          | - Universidad de Keio - Universidad de Kioto - Universidad de Osaka - Universidad de Tohoku - Universidad de Tokio - Universidad de Waseda |
| Malasia        | - Universidad de Malasia |
| México         | - Universidad Nacional Autónoma de México - Instituto Tecnológico y de Estudios Superiores de Monterrey - Universidad del Valle de México |
| Nueva Zelanda  | - Universidad de Auckland |
| Rusia          | - Universidad Nacional del Lejano Oriente |
| Singapur       | - Universidad Nacional de Singapur |
| Tailandia      | - Universidad de Chulalongkorn |
| Taiwán         | - Universidad Nacional de Taiwán |